# Фотинський Орест Авксентійович
О́рест Авксе́нтійович (Оксентійович) Фоти́нський (23 грудня 1862, с. Батьків Кременецького повіту Волинської губернії — 1931, Житомир) — історик, археограф, архівіст, краєзнавець.

## Життєпис
Народився в сім'ї священика. Здобував освіту в Кременецькому духовному училищі, Волинській семінарії (1877—1883), Київській духовній академії (1883—1887), яку закінчив із званням кандидата-магістра. Після закінчення навчання основним фахом обрав педагогічну діяльність: працював у Волинськії жіночій єпархіальній школі (1888—1916), духовній семінарії (1916—1918), в жіночій (1900—1916), першій чоловічій (1907) та приватній чоловічій (1905—1908) гімназіях.
За радянської влади продовжував працювати викладачем історичних дисциплін у вчительській семінарії (1917—1924) та Волинському ІНО (1919—1929) на посаді професора. Крім педагогічної, провадив наукову роботу: був співзасновником і керівником Волинського єпархіального давньосховища (1899—1916), завідував історичним відділом Волинського науково- дослідного музею (1903—1924). Був членом ряду наукових установ: Волинського історико-археологічного товариства та губернського статистичного комітету, Історичного товариства Нестора-літописця, НТШ; співпрацівником московських археологічного товариства та товариства любителів російської історії і старовини та ін. Був одним із засновників Товариства дослідників Волині.
В революційний час очолив роботу з охорони архівів Волині: завідував архівною секцією ГУБКОПМИСу (1919—1922), губернським архівним управлінням (1922—1923), пізніше працював заступником завідувача губарху з наукових питань.
1924—1925 рр., перебуваючи на посаді заступника завідувача губархом, керував впорядкуванням і описуванням архівів поштово-телеграфних установ, Волинської дирекції народних шкіл, книг архіву з'їзду мирових суддів та дільничних суддів Волинської мирової округи. За його пропозицією видано накази про обов'язкову реєстрацію і описування документів в повітових архівах, що сприяло зміцненню архівної системи в губернії.
В кінці 1925 р. залишив роботу в архівних установах і повністю перейшов на викладацьку діяльність, працював у Волинському ІНО та медичній профшколі.
Помер у 1931 році, в місті Житомир.

## Праці
- Очерки из истории быта монастырских крестьян на Волыни в XVII—XVIII вв. // Труды Общества исследователей Волыни. — Житомир, 1910. — Т. 3. — С. 1–46, 1–112 (докум.)
- Юрий Немирич. Эпизод из истории Волыни XVII в. // Там же. — Вып. 1. — С. 3–29